# Lijst van Eerste Kamerleden voor het GPV
Een overzicht van alle Eerste Kamerleden voor het Gereformeerd Politiek Verbond (GPV).
| Eerste Kamerlid  | Begindatum        | Einddatum     |
| ---------------- | ----------------- | ------------- |
| Jan van der Jagt | 20 september 1977 | 9 juni 1981   |
| Jan van der Jagt | 13 september 1983 | 10 juni 1991  |
| Kars Veling      | 11 juni 1991      | 26 maart 2001 |
| Jurn de Vries    | 8 juni 1999       | 26 maart 2001 |